# Tramlijn Neerbosch - Beek
De Tramlijn Neerbosch - Beek was een tramlijn in Gelderland van Neerbosch via Nijmegen naar Beek.

## Geschiedenis
De lijn werd aangelegd door de Nijmeegsche Tramweg-Maatschappij en werd geopend op 30 juni 1889. Sinds 1 januari 1913 werd het gedeelte tussen Neerbosch en Nijmegen  voor de NmTM geëxploiteerd door de Stoomtram Maas en Waal, waarna deze maatschappij de lijn geheel overnam per 1 januari 1916, als onderdeel van de tramlijn Nijmegen - Wamel. 
Het gedeelte van Nijmegen naar Beek werd op 1 januari 1913 overgenomen door de Gemeentetram Nijmegen (GTN), die de lijn elektrificeerde en exploiteerde als lijn 2. Kort na de elektrificatie werd de lijn verlengd naar Berg en Dal via het zogenaamde bergspoor waarbij de tramlijn zichzelf middels een betonnen viaduct kruiste om hoogte te winnen. In 1955 werd het tramvervoer hier opgeheven.
In 1922 werd het gedeelte tussen Nijmegen en Neerbosch Witte Poort in gebruik genomen door de GTN als lijn 3 en geëlektrificeerd, ook deze deed dienst tot 1955. 